# Cummins (Australia)
Cummins – miasto w Australii, w stanie Australia Południowa.